# Fausto Radici
Fausto Radici (Bergamo, 24 settembre 1953 – Peia, 13 aprile 2002) è stato uno sciatore alpino italiano, vincitore della Coppa Europa nel 1973.

## Biografia
Figlio di industriali bergamaschi, aveva perso la vista dall'occhio sinistro all'età di tre anni a causa di un glaucoma; era marito di Elena Matous, a sua volta sciatrice alpina.

### Carriera sciistica
Specialista delle prove tecniche, nel 1971 vinse lo slalom speciale degli Europei juniores non ufficiali disputati a Jahorina e nella stagione 1972-1973 si aggiudicò sia la Coppa Europa generale sia la classifica di slalom speciale, mentre in quella di slalom gigante fu 3º; in Coppa del Mondo ottenne il primo piazzamento di rilievo l'8 dicembre 1973 a Val-d'Isère in slalom gigante (10º) e il primo podio il 20 gennaio 1974 a Wengen in slalom speciale (2º).
Nel 1976 conquistò la prima vittoria in Coppa del Mondo, il 5 gennaio a Garmisch-Partenkirchen in slalom speciale, e partecipò ai XII Giochi olimpici invernali di Innsbruck 1976, sua unica presenza olimpica, classificandosi 7º nello slalom gigante e non concludendo lo slalom speciale vinto dal connazionale Piero Gros. Il 19 dicembre successivo ottenne, sulla pista 3-Tre di Madonna di Campiglio in slalom speciale, l'ultima vittoria (nonché ultimo podio) in Coppa del Mondo, davanti ai connazionali Gros e Gustav Thöni; l'ultimo piazzamento della sua carriera agonistica fu il 10º posto ottenuto nello slalom speciale di Coppa del Mondo disputato a Kitzbühel il 22 gennaio 1978.

#### Bilancio della carriera
Radici fu uno degli alfieri della Valanga azzurra che negli anni 1970 dominò le specialità tecniche dello sci alpino; ottenne i risultati più significativi nello slalom speciale, specialità nella quale riuscì a conquistare due successi in Coppa del Mondo.

### Carriera imprenditoriale
Terminata l'attività agonistica, si dedicò all'azienda tessile familiare, Radici Group, assumendone la guida fino alla morte avvenuta nel 2002 per suicidio; fu vicepresidente dell'Unione industriali di Bergamo.

## Palmarès

### Coppa del Mondo
- Miglior piazzamento in classifica generale: 14º nel 1974
- 5 podi (tutti in slalom speciale):
  - 2 vittorie
  - 1 secondo posto
  - 2 terzi posti

#### Coppa del Mondo - vittorie
| Data             | Località               | Paese          | Specialità |
| ---------------- | ---------------------- | -------------- | ---------- |
| 5 gennaio 1976   | Garmisch-Partenkirchen | Germania Ovest | SL         |
| 19 dicembre 1976 | Madonna di Campiglio   | Italia         | SL         |

Legenda:

SL = slalom speciale

### Coppa Europa
- Vincitore della Coppa Europa nel 1973[2]
- Vincitore della classifica di slalom speciale nel 1973[2]

### Campionati italiani
- 2 medaglie[3]:
  - 1 oro (slalom speciale nel 1974)
  - 1 bronzo (slalom gigante nel 1976)